# Tim Grohmann
Tim Grohmann (Dresde, RDA, 27 de diciembre de 1988) es un deportista alemán que compitió en remo.
Participó en los Juegos Olímpicos de Londres 2012, obteniendo una medalla de oro en la prueba de cuatro scull.
Ganó cuatro medallas en el Campeonato Mundial de Remo entre los años 2009 y 2014, y dos medallas en el Campeonato Europeo de Remo, en los años 2013 y 2014.

## Palmarés internacional
| Juegos Olímpicos   | Juegos Olímpicos         | Juegos Olímpicos  | Juegos Olímpicos |
| Año                | Lugar                    | Medalla           | Prueba           |
| ------------------ | ------------------------ | ----------------- | ---------------- |
| 2012               | Londres (Reino Unido)    | Medalla de oro    | Cuatro scull     |
| Campeonato Mundial |                          |                   |                  |
| Año                | Lugar                    | Medalla           | Prueba           |
| 2009               | Poznań (Polonia)         | Medalla de bronce | Cuatro scull     |
| 2011               | Bled (Eslovenia)         | Medalla de plata  | Cuatro scull     |
| 2013               | Chungju (Corea del Sur)  | Medalla de plata  | Cuatro scull     |
| 2014               | Ámsterdam (Países Bajos) | Medalla de bronce | Cuatro scull     |
| Campeonato Europeo |                          |                   |                  |
| Año                | Lugar                    | Medalla           | Prueba           |
| 2013               | Sevilla (España)         | Medalla de oro    | Cuatro scull     |
| 2014               | Belgrado (Serbia)        | Medalla de bronce | Cuatro scull     |